# 142 a. C.
El año 142 a. C. fue un año del calendario romano prejuliano. En el Imperio romano, fue conocido como el año 612 Ab Urbe condita.

## Acontecimientos

### Por lugar

#### Siria
- Diodoto Trifón toma el trono del Imperio seléucida.

#### Judea
- Simón Macabeo sucede a su hermano Jonatán como  Sumo Sacerdote de Judea hasta el año 135 a. C.

## Nacimientos
- Ptolomeo IX, faraón de Egipto (f. 81 a. C.)

- Datos: Q44779